# Idioma shor
 El idioma shor (шор тили) es una lengua túrquica hablado por unas 2.800 personas en una región llamada Górnaya Shoria, en la óblast de Kémerovo, en el suroeste de Siberia, aunque toda la población shor en esta área es de más de 12000 personas. Actualmente, no todos los shors étnicos hablan el idioma, sufrió una disminución desde finales de la década de 1930 hasta principios de la década de 1980. Durante este período, el idioma shor no era escrito ni enseñado en las escuelas. Sin embargo, desde las décadas de 1980 y 1990 ha habido un renacimiento del idioma shor. El idioma ahora se enseña en la sucursal de Novokuznetsk de la Universidad Estatal de Kémerovo. 
Al igual que sus lenguas vecinas, el shor ha tomado prestadas muchas raíces del mongol, así como palabras del ruso. Los dos dialectos principales son el mrassú y el kóndoma, que llevan el nombre de los ríos en cuyos valles se hablan. Desde el punto de vista de la clasificación de las lenguas túrquicas, estos dialectos pertenecen a diferentes ramas del turco: de acuerdo con los reflejos del prototurco (PT) la -d- intervocálica en idiomas modernos (compárese el PT *adak, en lenguas túrquicas modernas que significa 'pie' o 'pierna'), el dialecto de Mrassú corresponde a una -z-: azak, y en el dialecto de Kóndoma es una variedad -y-: ayak. Esta característica normalmente distingue diferentes ramas del turco, lo que significa que el idioma shor se ha formado a partir de diferentes fuentes turcas. 
Cada dialecto shor tiene variedades subdialectales. Las variedades Mrassú superior y Kóndoma superior han desarrollado numerosas características cercanas en el curso de estrechos contactos entre sus hablantes en los tramos superiores de los ríos Kóndoma y Mrassú. 
El dialecto de Mrassú sirvió de base para el idioma shor literario tanto en la década de 1930 como en la de 1980, cuando la forma escrita del idioma shor se revitalizó después de casi 50 años de ruptura en su historia escrita. Sin embargo, las normas del dialecto de Kóndoma también son ampliamente aceptadas. 
El shor se escribió por primera vez con un alfabeto cirílico introducido por misioneros cristianos a mediados del siglo XIX. Después de varios cambios, el alfabeto shor moderno se escribe en otro alfabeto cirílico modificado. 
En 2005, para resaltar el estado en peligro de extinción de la lengua, Gennadi Kostochákov publicó un libro de poemas en shor, titulado "Soy el último poeta shor". En 2017, se publicó una traducción al shor de las aventuras de Alicia en el país de las maravillas por Liubov Arbaçákova.

## Morfología y sintaxis

### Pronombres
El shor tiene siete pronombres personales: 
| Singular               | Singular    | Plural                                    | Plural                                                |
| Shor (transliteración) | Español     | Shor (transliteración)                    | Español                                               |
| ---------------------- | ----------- | ----------------------------------------- | ----------------------------------------------------- |
| мен (hombres)          | yo          | пис (pis)                                 | nosotros                                              |
| сен (sen)              | tú          | силер / слер (siler / sler)               | usted, ustedes                                        |
| ол (ol)                | él/ella/eso | ылар/лар, олар/алар (ılar/lar, olor/alar) | ellos (a distancia, equivalente al turco "onlar")     |
| ол (ol)                | él/ella/eso | пылар / плар (pılar / plar)               | ellos (como en "esos", equivalente al turco "bunlar") |

## Fonología

### Vocales
|         | Anterior                    | Posterior     | Posterior     |
| ------- | --------------------------- | ------------- | ------------- |
| Cerrada | и [i] ии [iː] ӱ [y] ӱӱ [yː] | ы [ɯ] ыы [ɯː] | у [u] уу [uː] |
| Media   | e [e] ee [eː] ö [ø] öö [øː] |               | o [o] oo [oː] |
| Abierta |                             | a [a] aa [aː] |               |

### Consonantes
|             |             | Bilabial | Dental | Lateral | Palatal | Velar |
| ----------- | ----------- | -------- | ------ | ------- | ------- | ----- |
| Oclusiva    | sorda       | п [p]    | т [t]  |         | к [c]   | қ [k] |
| Oclusiva    | sonora      | б [b]    | д [d]  |         | г [ɟ]   | ғ [ɡ] |
| Fricativa   | sorda       |          | c [s]  |         | ш [ʃ]   | x [x] |
| Fricativa   | sonora      |          | з [z]  |         | ж [ʒ]   |       |
| Africada    | sorda       |          |        |         | ч [tʃ]  |       |
| Africada    | sonora      |          |        |         | ҷ [dʒ]  |       |
| Nasal       | Nasal       | м [m]    | н [n]  |         |         | ң [ŋ] |
| Líquida     | Líquida     |          | p [r]  | л [l]   |         |       |
| Aproximante | Aproximante |          |        |         | й [j]   |       |

## Sistema de escritura

### Historia
Antes del siglo XIX, el idioma shor había permanecido sin escritura; en la década de 1870, los misioneros ortodoxos hicieron el primer esfuerzo para crear un alfabeto cirílico shor. A pesar de todos los esfuerzos de los misioneros, el porcentaje de alfabetización entre la población nativa aumentó muy lentamente: a principios del siglo XX constituían solo alrededor del 1% de los shor. 
El idioma shor escrito tuvo su "edad de oro" en la década de 1920. En 1927, se hizo un segundo intento de crear un alfabeto shor basado en cirílico. En 1932-1933, Fedor Cispijakov escribió y publicó una nueva cartilla basada en el alfabeto latino. Sin embargo, esto complicó considerablemente el proceso de aprendizaje; así, en 1938, el mismo autor junto con Georgij Babuskin creó una nueva variante de la cartilla basada en el alfabeto cirílico, de la cual se han publicado varias ediciones desde entonces.

### Alfabeto misionero
El primer libro escrito en idioma shor fue publicado en 1885. Se utilizó un alfabeto ruso modificado (excluyendo Ё ё, Ф ф, Щ щ y Ѣ ѣ) con letras adicionales Ј ј, Ҥ ҥ, Ӧ ӧ y Ӱ ӱ. 
En 1927 se adoptó un alfabeto oficial, que es el alfabeto ruso (excluyendo Ё ё y ъ) con letras adicionales Ј ј, Ҥ ҥ, Ӧ ӧ y Ӱ ӱ. 

### Alfabeto latino
En 1930 se introdujo un alfabeto latino para el idioma shor: A a, B в, C c, D d, Ə ə, F f, G g, Ƣ ƣ, I i, J j, K k, Q q, M m, N n, Ꞑ ꞑ, O o, Ө ө, P p, R r, S s, T t, U u, V v, Ş ş, Z z, Ƶ ƶ, L l, Ь ь, Y y, Į yo. 
El orden de las letras se cambió más tarde para corresponder con alfabetos de otros idiomas en la Unión Soviética, la letra Ә ә se reemplazó con E e, y la letra Į į fue eliminada. 

### Alfabeto moderno
En 1938, el alfabeto latino fue reemplazado por uno cirílico. Usó el alfabeto ruso con letras adicionales Ӧ ӧ, Ӱ ӱ y Нъ нъ. Después de las reformas en 1980 alcanzó su forma actual: А а, Б б, В в, Г г, Ғ ғ, Д д, Е е, Ё ё, Ж ж, З з, И и, Й й, К к, Қ қ, Л л, М м, Н н, Ң ң, О о, Ӧ ӧ, П п, Р р, С с, Т т, У у, Ӱ ӱ, Ф ф, Х х, Ц ц, Ч ч, Ш ш, Щ щ, Ъ ъ, Ы ы, Ь ь, Э э, Ю ю y Я я. 

### Comparación de los alfabetos shor
| Cirílico      | Cirílico  | Latino    | Cirílico  | Cirílico      |
| 1885          | 1927-1930 | 1930-1938 | 1938-1980 | 1980–presente |
| ------------- | --------- | --------- | --------- | ------------- |
| А а           | A a       | A a       | А а       | А а           |
| Б б           | Б б       | B в       | Б б       | Б б           |
| В в           | В в       | V v       | В в       | В в           |
| Г г           | Г г       | G g       | Г г       | Г г           |
| Г г           | Г г       | Ƣ ƣ       | Г г       | Ғ ғ           |
| Д д           | Д д       | D d       | Д д       | Д д           |
| Е е           | Е е       |           | Е е       | Е е           |
|               |           |           |           | Ё ё           |
| Ж ж           | Ж ж       | Ƶ ƶ       | Ж ж       | Ж ж           |
| З з           | З з       | Z z       | З з       | З з           |
| И и, I i, Ѵ ѵ | И и       | I i, Į į  | И и       | И и           |
| Й й           | Й й       | J j       | Й й       | Й й           |
| К к           | К к       | K k       | К к       | К к           |
| К к           | К к       | Q q       | К к       | Қ қ           |
| Л л           | Л л       | L l       | Л л       | Л л           |
| М м           | М м       | M m       | М м       | М м           |
| Н н           | Н н       | N n       | Н н       | Н н           |
| Ҥ ҥ           | Ҥ ҥ       | Ꞑ ꞑ       | Нъ нъ     | Ң ң           |
| О о           | О о       | О о       | О о       | О о           |
| Ӧ ӧ           | Ө ө       | Ө ө       | Ӧ ӧ       | Ӧ ӧ           |
| П п           | П п       | P p       | П п       | П п           |
| Р р           | Р р       | R r       | Р р       | Р р           |
| С с           | С с       | S s       | C c       | C c           |
| Т т           | Т т       | T t       | Т т       | Т т           |
| У у           | У у       | U u       | У у       | У у           |
| Ӱ ӱ           | Ӱ ӱ       | Y y       | Ӱ ӱ       | Ӱ ӱ           |
| Ѳ ѳ           | Ф ф       | F f       | Ф ф       | Ф ф           |
| Х х           | Х х       |           | Х х       | Х х           |
| Ц ц           | Ц ц       |           | Ц ц       | Ц ц           |
| Ч ч, J j      | Ч ч       | C c       | Ч ч       | Ч ч           |
| Ш ш           | Ш ш       | Ş ş       | Ш ш       | Ш ш           |
|               | Щ щ       |           | Щ щ       | Щ щ           |
| ъ             |           |           | ъ         | ъ             |
| Ы ы           | Ы ы       | Ь ь       | Ы ы       | Ы ы           |
| ь             | ь         |           | ь         | ь             |
| Э э           | Э э       | Ə ə, Е е  | Э э       | Э э           |
| Ю ю           | Ю ю       |           | Ю ю       | Ю ю           |
| Я я           | Я я       |           | Я я       | Я я           |

## Otras lecturas
- Roos, Marti, Hans Nugteren y Zinaida Waibel. Proverbios y refranes de Khakas y Shor. Explorando las fronteras orientales de Turkic, ed. por Marcel Erdal e Irina Nevskaya, pp.   60 (2006): 157-192. (Turcologica 60. ) Wiesbaden: Harrassowitz.
- (en ruso)  Донидзе Г. И. Шорский язык / Языки мира. Тюркские языки. - М., 1997.